# Гривче
Гривче (на словенски: Grivče) е село в Словения, регион Горишка, община Айдовшчина. Според Националната статистическа служба на Република Словения през 2015 г. селото има 74 жители.